# Fan Kuan
Fan Kuan (Chinees: 范寬, Hanyu pinyin: Fàn Kuān, Wade-Giles: Fan K’uan) (fl. 990–1020) was een Chinees schilder van shan shui-landschappen in de noordelijke landschapsstijl. Hij leefde ten tijde van de Song-dynastie en wordt gezien als een van de grootse kunstschilders van de 10e en 11e eeuw. Hij staat op de 59e plaats op Life’s lijst van de 100 belangrijkste mensen uit het vorige millennium.

## Leven en werk
Er zijn vrijwel geen biografische gegevens over hem bewaard gebleven. Het is bekend dat hij zijn eerste werk modelleerde naar dat van de kunstenaar Li Cheng (919–967), maar later de conclusie trok dat de natuur zijn ware leermeester was. Hij bracht het grootste deel van zijn leven in afzondering door in het Qiantanggebergte van Shanxi. Behalve dat hij een bewondering had voor de bergen in het noorden van China, is er verder niets over hem bekend.
Fan Kuan’s bekendste werk is Reizigers tussen de Bergen en stromen, een grote hangende rol van zijde en beschilderd met gewassen inkt. Deze rol heeft in de loop der jaren voor vele kunstenaars als inspiratie gediend. Fan Kuan baseerde zijn werk op het taoïstische principe van in afzondering leven. De tekening benadrukt de waarde van de natuur. Hoewel de tekening gezien wordt als goed voorbeeld van de landschapschilderstijl van de Song-dynastie, vertoont het werk ook tekenen van kunst uit de Tang-dynastie.